# Mr. No Legs
Mr. No Legs is een Amerikaanse actiefilm uit 1978. De film werd geregisseerd door Ricou Browning. De hoofdrollen werden gespeeld door Richard Jaeckel en Ron Slinker. John Agar, Rance Howard en Jim Kelly speelden bijrollen. De film is vernoemd naar een personage, Lou Mr. No Legs. Zoals de naam doet vermoeden, heeft het personage geen benen. Deze rol werd vertolkt door Ted Vollrath, die als gevolg van in de Koreaanse Oorlog opgelopen verwondingen beide benen moest laten amputeren.

## Plot
Andy en Chuck zijn twee agenten die onderzoek doen naar de dood van Andy's zus. Ze gaan achter drugsdealer D'Angelo aan. Zijn sterke man Lou biedt weerstand vanuit zijn met twee geweren bewapende rolstoel.

## Rolverdeling
| Acteur          | Personage      |
| --------------- | -------------- |
| Richard Jaeckel | Chuck          |
| Ron Slinker     | Andy           |
| Ted Vollrath    | Lou            |
| John Agar       | Hathaway       |
| Lloyd Bochner   | D'Angelo       |
| Rance Howard    | Lou's sidekick |

## Productie
Regisseur Ricou Browning en scenarioschrijver Jack Cowden hadden eerder samengewerkt bij de productie van de film Flipper uit 1963 en de daarop gebaseerde gelijknamige televisieserie, waarvan de opnames in 1964 begonnen. De opnames van Mr. No Legs vonden in 1975 plaats in Tampa (Florida). De film werd geschoten op 16mm, om later op 35mm overgezet te worden. De stunts werden verzorgd door Joie Chitwood en zijn stuntteam Danger Angels.

## Titels
Mr. No Legs is bekend onder meerdere titels. De werktitel was Killers Die Hard. De titel voluit is The Amazing Mr. No Legs. In Europa is de film uitgebracht als Destructor, Gun Fighter en L'infernale Poursuite.